# グランシャン＝デ＝フォンテーヌ
グランシャン＝デ＝フォンテーヌ （Grandchamps-des-Fontaines）は、フランス、ペイ・ド・ラ・ロワール地域圏、ロワール＝アトランティック県のコミューン。Grandchamp-des-Fontainesのつづりが使われることもある。
グランシャン＝デ＝フォンテーヌは歴史的なブルターニュの一部であり、ペイ・ナンテに属する。

## 地理

県におけるグランシャン＝デ＝フォンテーヌの位置

グランシャン＝デ＝フォンテーヌはナントの北20km、ナント-レンヌ間を走る高速道の近くにある。
境界を接するコミューンは、エリック、カソン、シュセ・シュル・エルドル、ラ・シャペル＝シュル＝エルドル、トレリエール、ノートル＝ダム＝デ＝ランドである。
1999年にINSEEが作成した順位表によれば、グランシャン＝デ＝フォンテーヌは都市圏に含まれる農村型コミューンで、ナント都市圏の一部である。

## 由来
地元で話されるオイル語の一種、ガロ語ではGraunchaunである。

## 人口統計
| 1962年 | 1968年 | 1975年 | 1982年 | 1990年 | 1999年 | 2006年 | 2011年 |
| ------ | ------ | ------ | ------ | ------ | ------ | ------ | ------ |
| 1281   | 1291   | 1578   | 2223   | 2464   | 3464   | 4225   | 5156   |

参照元:1999年までEHESS/Cassini、2004年以降INSEE

## 姉妹都市
- アシュトン・キーンズ、イギリス[4]